# Liga Europeia de Hóquei em Patins de 1997–98
A Liga Europeia de 1997–98 foi a 33.ª edição da Liga Europeia organizada pelo CERH.

## Equipas da Liga Europeia 1997/98
As equipas classificadas são:
| Fase             | Equipas          | Equipas        | Equipas          | Equipas         |
| ---------------- | ---------------- | -------------- | ---------------- | --------------- |
| 1.ª Eliminatória | FC Barcelona     | Igualada HC    | CP Vic           | Liceo da Coruña |
| 1.ª Eliminatória | OC Barcelos      | UD Oliveirense | FC Porto         | Hockey Novara   |
| 1.ª Eliminatória | Amatori Vercelli | Roller Salerno | HC Quévert       | La Vendéenne    |
| 1.ª Eliminatória | Genève RHC       | RSC Uttigen    | Herne Bay United |                 |
|                  |                  |                |                  |                 |
| Pré-eliminatória | SL Benfica       | Vaulx-en-Velin |                  |                 |

## Pré-Eliminatória
| Visitado   | Resultado | Visitante          | 1.ª Mão | 2.ª Mão |
| SL Benfica | 17-6      | ROC Vaulx-en-Velin | 10-2    | 7-4     |

## 1.ª Eliminatória
| Visitado         | Resultado | Visitante        | 1.ª Mão | 2.ª Mão  |
| UD Oliveirense   | 4-14      | FC Barcelona     | 2-5     | 2-9      |
| RSC Uttigen      | 7-28      | FC Porto         | 3-7     | 4-21     |
| Amatori Vercelli | 10-2      | Genéve RHC       | 7-0     | 3-2      |
| HC Liceo         | 4-4 (gp)  | SL Benfica       | 2-2     | 2-2 (gp) |
| Herne Bay        | 5-11      | La Roche-sur-Yon | 2-3     | 3-8      |
| Hockey Novara    | 5-4       | Pati Vic         | 3-2     | 2-2      |
| OC Barcelos      | 9-7       | Roller Salerno   | 5-1     | 4-6      |
| Igualada HC      | 13-1      | HC Quévert       | 9-1     | 4-0      |

## Fase de Grupos

### Grupo A
| Equipe           | Pts | J | V | E | D | GM | GS | DG  |
| ---------------- | --- | - | - | - | - | -- | -- | --- |
| Hockey Novara    | 11  | 6 | 5 | 1 | 0 | 47 | 15 | 32  |
| Igualada HC      | 7   | 6 | 3 | 1 | 2 | 41 | 14 | 27  |
| OC Barcelos      | 6   | 6 | 2 | 2 | 2 | 32 | 29 | 3   |
| La Roche-sur-Yon | 0   | 6 | 0 | 0 | 6 | 13 | 75 | -62 |

|                  | NOV | IGU  | BAR  | ROC  |
| ---------------- | --- | ---- | ---- | ---- |
| Hockey Novara    |     | 3-2  | 5-3  | 21-1 |
| Igualada HC      | 5-6 |      | 10-3 | 11-0 |
| OC Barcelos      | 3-3 | 1-1  |      | 19-9 |
| La Roche-sur-Yon | 1-9 | 1-12 | 1-3  |      |

### Grupo B
| Equipe           | Pts | J | V | E | D | GM | GS | DG |
| ---------------- | --- | - | - | - | - | -- | -- | -- |
| FC Barcelona     | 11  | 6 | 5 | 1 | 0 | 29 | 18 | 11 |
| Amatori Vercelli | 7   | 6 | 3 | 1 | 2 | 21 | 22 | -1 |
| FC Porto         | 4   | 6 | 1 | 2 | 3 | 20 | 27 | -7 |
| HC Liceo         | 2   | 6 | 1 | 0 | 5 | 15 | 18 | -3 |

|                  | BAR | VER | POR | LIC |
| ---------------- | --- | --- | --- | --- |
| FC Barcelona     |     | 7-1 | 3-3 | 4-3 |
| Amatori Vercelli | 3-4 |     | 6-3 | 3-1 |
| FC Porto         | 5-7 | 5-5 |     | 3-2 |
| HC Liceo         | 3-4 | 2-3 | 4-1 |     |

## Final a Quatro
A Final a Quatro da Liga Europeia de 1997/98 foi disputada em Vercelli, Itália.

### Quadro de Jogos
|  | Semifinais   | Semifinais  |   |              | Final          | Final |  |
|  |              |             |   |              |                |       |  |
|  |              |             |   |              |                |       |  |
|  | Igualada HC  | 8           |   |              |                |       |  |
|  | FC Barcelona | 1           |   |              |                |       |  |
|  |              |             |   |              |                |       |  |
|  |              |             |   |              |                |       |  |
|  |              |             |   |              | Igualada       | 8     |  |
|  |              | A. Vercelli | 1 |              |                |       |  |
|  |              |             |   |              |                |       |  |
|  |              |             |   |              |                |       |  |
|  |              |             |   |              | Terceiro lugar |       |  |
|  |              |             |   |              |                |       |  |
|  | A. Vercelli  | 4           |   | FC Barcelona | 5              |       |  |
|  | H. Novara    | 3           |   |              | H. Novara      | 3     |  |

| Vencedores Liga Europeia 1997–98 |
| -------------------------------- |
|                                  |
| IGUALADA HC (5.º título)         |

### Internacional
- Ligações para todos os sítios de hóquei
- Mundook- Sítio com notícias de todo o mundo do hóquei
- Hoqueipatins.com - Sítio com todos os resultados de Hóquei em Patins